# Îlot Saint-Ferréol
Pour les articles homonymes, voir Saint-Ferréol.
L'île Saint-Ferréol (aussi orthographié Saint-Féréol) est un îlot appartenant aux îles de Lérins et situé à l'est de l'île Saint-Honorat, sur le territoire de la commune de Cannes.

## Géographie
D'une altitude de 3 mètres à son point le plus élevé, cette île est située à quelques encablures à l'extrémité est de l'île Saint-Honorat. Elle n'est pas accessible à pied. Ses abords constituent un site de mouillage pour les bateaux de plaisance.

## Histoire
Selon l'écrivain Guy de Maupassant, le corps du musicien et compositeur italien Nicolas Paganini, mort à Nice en 1840, aurait été enseveli cinq ans durant sur l'île de Saint-Ferréol, fait que rapporte également Stéphen Liégeard dans son célèbre ouvrage La Côte d'Azur. De Marseille à Menton.

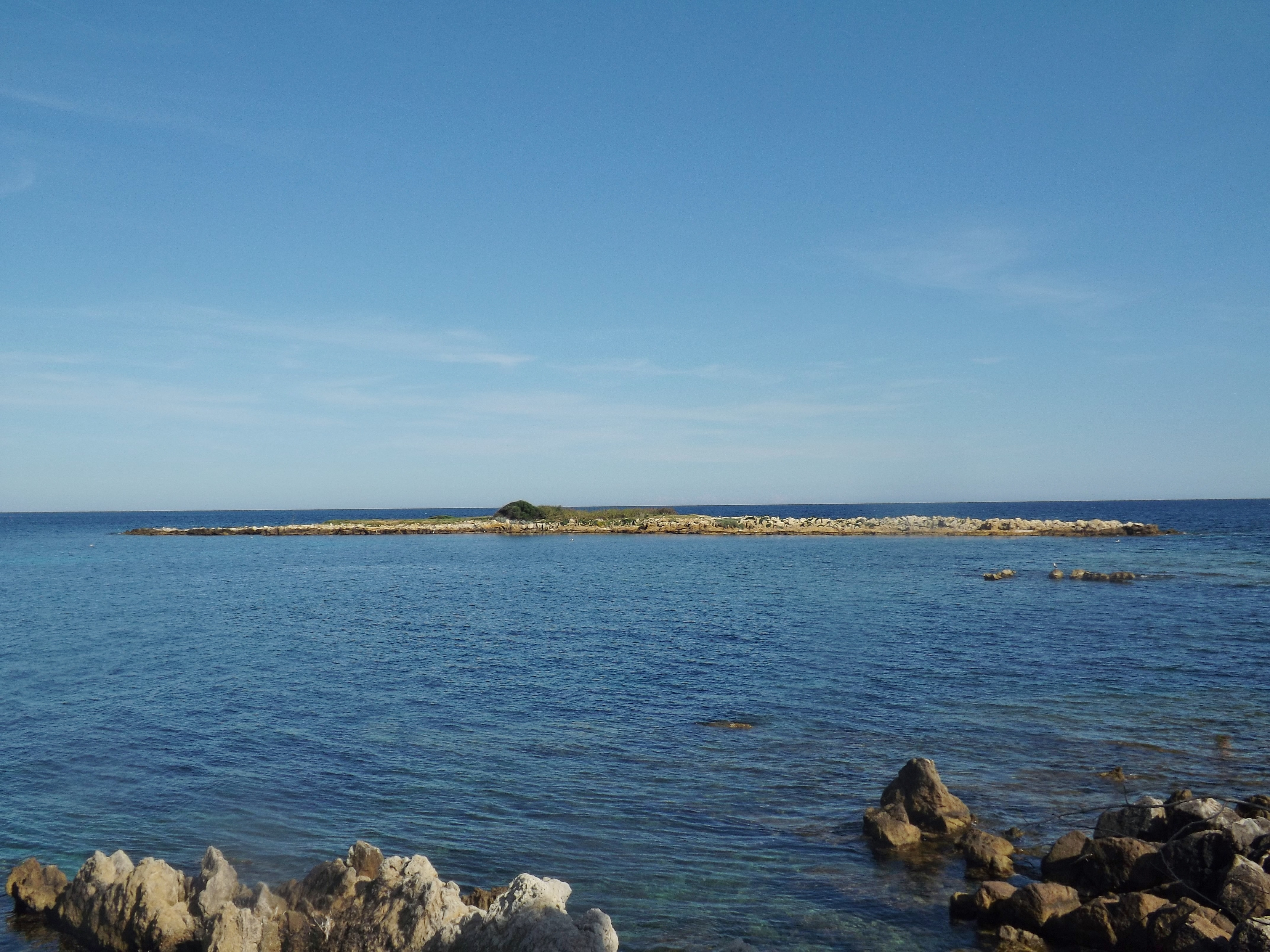
Vue de l'île Saint-Ferréol depuis l'île Saint-Honorat.